# 閃亮的馬鞍
《閃亮的馬鞍》（英語：Blazing Saddles）是1974年的一部美國喜劇電影，導演是梅爾·布魯克斯。主要內容是戲仿當時的西部片。電影得到了第46屆奧斯卡獎的最佳女配角獎、最佳歌曲獎和最佳編輯獎的提名。這部電影在AFI百年百大喜劇電影中排名第6位。這是這份排名中梅爾·布魯克斯導演電影中排名最高的電影。